# Wilhelm Grönke
Wilhelm Grönke (* 5. Juli 1896; † 29. Oktober 1986 in Saarbrücken) wurde als 22-Jähriger in der Novemberrevolution Leiter des  Marinesicherheitsdienstes in Frankfurt am Main.

## Leben
Wilhelm Grönke entstammt einer kurz zuvor nach Frankfurt-Bockenheim gezogenen Kaufmannsfamilie. Sein Geburtsort liegt entweder in Italien oder der italienischen Schweiz, wie aus dem Geburtstelegramm im Institut für Stadtgeschichte in Frankfurt am Main hervorgeht.
Wilhelm Grönke besuchte die Wöhlerschule und war als Mitteldistanzspieler bei Germania Bockenheim und Frankfurt 1880 e. V. aktiv. 1914 meldete er sich als Kriegsfreiwilliger und wurde zum 21. Pionierbataillon in Mainz eingezogen. Am 1. November 1914 erhielt er nach erfolgreichem Abschluss eines Patrouillenganges als erster Frankfurter das Eiserne Kreuz.
Am 17. November 1914 wurde er verwundet und im Frühjahr 1916 als Applikant der Kaiserlichen Werft Wilhelmshaven berufen. 1917 wurde er zur Ausheilung der Verletzung noch einmal beurlaubt und verbrachte seine Zeit im Hotel eines Onkels in Davos. Dort trat er der Deutschen Friedensliga bei.
Am 1. November 1918 erhielt er die Aufforderung zur Rückkehr an seinen Standort nach Wilhelmshaven und beging Fahnenflucht. Zusammen mit Hermann Stickelmann und den aus Kiel und Wilhelmshaven am 5. November eintreffenden Matrosen Löffler, Koch, Leistner und Malang bildete er den Marinesicherheitsdienst in Frankfurt am Main und übernahm die Leitung der Recherchenabteilung.
Bei den Unruhen am 31. März 1919 erschoss Grönke einen Plünderer, vor dem Schwurgericht in Frankfurt am Main wurde er jedoch freigesprochen. Schon nach der Auflösung des Marinesicherheitsdienstes verließ Grönke Frankfurt am Main in Richtung Frankreich als „Protége Francais“. Er wendete sich ausschließlich wieder dem Sport zu und widmete sich der Wiederaufnahme der sportlichen Beziehungen zwischen Deutschland und Frankreich. 1922 erhielt er die französische Staatsbürgerschaft, in Frankreich erlebte er den beginnenden Nationalsozialismus und trat bei Kriegsausbruch in die britischen Streitkräfte ein. Am 12. Juli 1940 wurde er als Sergeant Major demobilisiert und ging in den Untergrund.
Grönke wurde Mitglied der Widerstandsgruppe Dumont-Jasset im Département Hautes-Alpes. Anlässlich einer Kampfhandlung wurde er von Gestapo-Hauptmann Nuetgens (Marseille) in Gap gefangen genommen und nach Marseille ins Gefangenenlager gebracht. Am 23. Dezember 1943 wurde er in das Konzentrationslager Neue Bremm in Saarbrücken verbracht. Von dort erfolgte der Weitertransport über Darmstadt und Frankfurt nach Hanau.
Am 25. März 1945 gelang ihm zusammen mit 25 weiteren Gefangenen (hauptsächlich Mitarbeiter der Pariser Zeitung L’Humanité) die Flucht. Am 27. März 1945 wurde er endgültig durch amerikanische Truppen in den Wäldern von Bad Orb befreit. Er wechselte am 1. Juli 1945 als Sportbeauftragter nach Saarbrücken. Später arbeitete er als Trainer bei verschiedenen französischen Fußballvereinen, zuletzt in Grenoble. Danach wurde er Hallenwart der Saarlandhalle und begann in seiner Freizeit zusammen mit alten Kameraden die Jagd auf Klaus Barbie. Er erlebt noch dessen Festnahme im Jahr 1983.
Wilhelm Grönke starb am 29. Oktober 1986 in Saarbrücken.